# خلكان
خلكان، هي قرية كردية تقع قرب قصبة ديانا التابعة لقضاء سوران (منطقة راوندوز). ينتسب إليها المؤرخ المشهور ابن خلكان صاحب وفيات الاعيان. وكانت قديما من قرى الزرزارية واليوم يسكنها الكرد من قبيلة بالك [الإنجليزية] والذين هم في الاصل فرع قديم من الزرزارية. حيث ان سكان قرية بالكيان القريبة من ديانا كانوا من الزرزارية حسب الكتب القديمة.